# Des goûts et des couleurs (film, 1996)
Pour les articles homonymes, voir Des goûts et des couleurs.
Série Anniversaires
France
(1996) Heurts divers
(1997)
Pour plus de détails, voir Fiche technique et Distribution.
Des goûts et des couleurs est un court-métrage français réalisé par Éric Rohmer et Anne-Sophie Rouvillois, dans la série Anniversaires, sorti en 1996.

## Synopsis
C'est l'histoire d'une jeune fille (Violette) et d'un jeune homme (Nicolas) qui, en se promenant dans Paris et en discutant, se rendent compte qu'ils ont exactement les mêmes goûts, jusqu'à leur couleur et leur nombre préféré. Pour fêter l'anniversaire de Violette, Nicolas l'invite chez lui. Il lui offre une robe mais cette fois là ils ne sont pas d'accord sur la couleur. Rien ne va plus...

## Fiche technique
- Titre original : Des goûts et des couleurs
- Réalisation : Anne-Sophie Rouvillois et Éric Rohmer
- Scénario : Anne-Sophie Rouvillois et Éric Rohmer
- Costumes (Robes) : Marguerite Parvulesco
- Photographie : Diane Baratier, assistée de Sébastien Leclercq
- Son : Pascal Ribier
- Montage : Mary Stephen
- Musique : Konrad Max Kunz
- Production : Françoise Etchegaray
- Société de production : Compagnie Éric Rohmer
- Pays d'origine :  France
- Langue originale : français
- Format : couleur — 16 mm — 1,33:1
- Durée : 20 minutes

## Distribution
- Laure Marsac
- Éric Viellard